# Ковтюлев, Дмитрий Филиппович
Дмитрий Филиппович Ковтюлев (1918—1945) — капитан Рабоче-крестьянской Красной Армии, участник Великой Отечественной войны, Герой Советского Союза (1943).

## Биография
Родился 7 ноября 1918 года в деревне Бойдолово (ныне — Невельский район Псковской области). После окончания семи классов школы работал токарем на заводе. В 1938 году был призван на службу в Рабоче-крестьянскую Красную Армию. Окончил Одесскую военную авиационную школу лётчиков. Участвовал в польском походе и советско-финской войне. С июня 1941 года — на фронтах Великой Отечественной войны. Принимал участие в боях на Калининском и Юго-Западном фронтах.
К февралю 1942 года младший лейтенант Дмитрий Ковтюлев командовал эскадрильей 518-го истребительного авиаполка (140-й истребительной авиадивизии, Калининского фронта). К тому времени он совершил 141 боевой вылет, принял участие в 44 воздушных боях, сбив 5 вражеских самолётов и ещё 7 — в составе группы. В воздушном бою против 12 вражеских истребителей был сбит и тяжело ранен при падении самолёта, но выжил.
Указом Президиума Верховного Совета СССР «О присвоении звания Героя Советского Союза начальствующему и рядовому составу Красной Армии» от 30 января 1942 года за «образцовое выполнение боевых заданий командования на фронте борьбы с немецкими захватчиками и проявленными при этом отвагу и геройство» удостоен высокого звания Героя Советского Союза с вручением ордена Ленина и медали «Золотая Звезда» за номером 825.
В феврале 1944 года был уволен в запас по ранению. Скоропостижно скончался 1 октября 1945 года, похоронен в Невеле.

## Награды
Был также награждён рядом медалей.